# Georg Hackenschmidt
Georg Hackenschmidt (* 20. Juli 1878 in Dorpat, Estland, Russisches Kaiserreich; † 19. Februar 1968 in Dulwich, England, Vereinigtes Königreich) war ein deutschbaltischer Ringer und Gewichtheber. Er war Weltmeister der Berufsringer im griechisch-römischen Stil 1901 und im freien Stil (Catch-As-Catch-Can) von 1905 bis 1908.

## Entwicklung und erste Erfolge als Amateur
Hackenschmidt war der Sohn eines deutschbaltischen Vaters und einer estnisch-schwedischen Mutter. Er wuchs in Dorpat auf, wo er auch die deutschsprachige Realschule besuchte. Als Kind war er ein guter Turner und begann mit 13 Jahren, mit Hanteln zu trainieren. 1895 ging er von der Schule ab und machte in Reval (Tallinn) ein Praktikum für ein Ingenieurstudium. 1896 wurde er Mitglied des Athletik- und Radsportclubs Reval und trainierte dort unter der Anleitung von Trainer Andruschkewitsch Gewichtheben und Ringen. Im September 1896 lernte er den damals schon berühmten Ringer und Gewichtheber Georg Lurich kennen und trainierte einige Wochen mit ihm. Ende 1896 schaffte er im Drücken 97 kg und kam im einarmigen Reißen auf 55 kg.
Im Februar 1897 kam der deutsche Ringer Fritz Konietzko aus Magdeburg nach Reval. Georg Hackenschmidt, der zwischenzeitlich knapp 90 kg wog, konnte den schnellen und wendigen, aber nur 75 kg schweren Konietzko nicht besiegen. Er intensivierte deshalb sein Krafttraining und konnte im Juli 1897 schon 110 kg drücken. Im Dezember 1897 zog sich Georg Hackenschmidt eine Armverletzung zu, die ihm im Training größere Probleme bereitete. Er ging deshalb nach Sankt Petersburg und ließ sich dort von dem polnischstämmigen Sportmediziner Władysław Krajewski, dem Gründer des dortigen Athletik- und Fahrradclubs untersuchen. Krajewski erkannte sofort das ungewöhnliche Potential, das in Hackenschmidt steckte und veranlasste seine Umsiedlung nach Sankt Petersburg. Krajewski wurde für die nächsten Jahre der große Mentor von Hackenschmidt, der ihn in allen Belangen förderte.
Georg steigerte seine Leistungen im Gewichtheben laufend. Im Januar 1898 brachte er bereits 122 kg zur Hochstrecke. Im Februar 1898 gewann er einen Wettkampf in Sankt Petersburg im Gewichtheben, dabei stieß er einarmig phänomenale 115 kg. Im April 1898 wurde er Russischer Meister im Gewichtheben.
Im April 1898 besuchte der französische Berufsringer Paul Pons, der damals schon zu den besten Berufsringern der Welt gehörte, Sankt Petersburg. Georg Hackenschmidt trat in einem Herausforderungskampf gegen diesen an und besiegte zur Überraschung aller, Pons in 5 Minuten. Anschließend gewann er auch über den Polen Jankowsky in 11 Minuten. Dies waren die ersten größeren Erfolge von Georg Hackenschmidt als Ringer.
Im Sommer 1898 hielt sich Georg in Wien auf und trat dort zu einem Wettkampf im Gewichtheben gegen den Weltmeister Wilhelm Türk an. Diesen Wettkampf gewann Türk vor dem Wiener Binder und Georg Hackenschmidt. In Wien kämpfte er im Ringen erstmals auch gegen den russischen Meister Alexander Schmelling im griechisch-römischen Stil. In zwei Kämpfen gelang es keinem der Kontrahenten den anderen zu besiegen, so dass diese Kämpfe „ohne Ergebnis“ gewertet wurden. Bei derselben Veranstaltung besiegte Georg den Deutschen Michael Hitzler in 5 Minuten und die Wiener Burghardt und Wetesa in jeweils 2 Minuten.
1898 wurde Georg Hackenschmidt Russischer Meister der Amateure im Schwergewicht, wobei er im Finale Alexander Schmelling mit einem Halb-Nelson in 25 Minuten besiegte.
Im August 1898 wurde er in Wien Europameister im Schwergewicht und besiegte dabei Michael Hitzler, Andreas Wallisch, Österreich, Xaver Blätte, Deutschland, und Burghardt. Alexander Schmelling war in der Vorrunde gegen Burghardt ausgeschieden.
Schließlich gewann Georg Hackenschmidt 1898 auch noch die finnische Meisterschaft der Amateure vor Carl Allén und L. Tscherepanoff.
Im Frühsommer 1899 stieß Georg Hackenschmidt 148 kg, verletzte sich aber im Gewichthebertraining erneut an der Schulter und am rechten Arm, so dass er einige Monate nicht voll trainieren konnte.

## Erfolge als Berufsringer

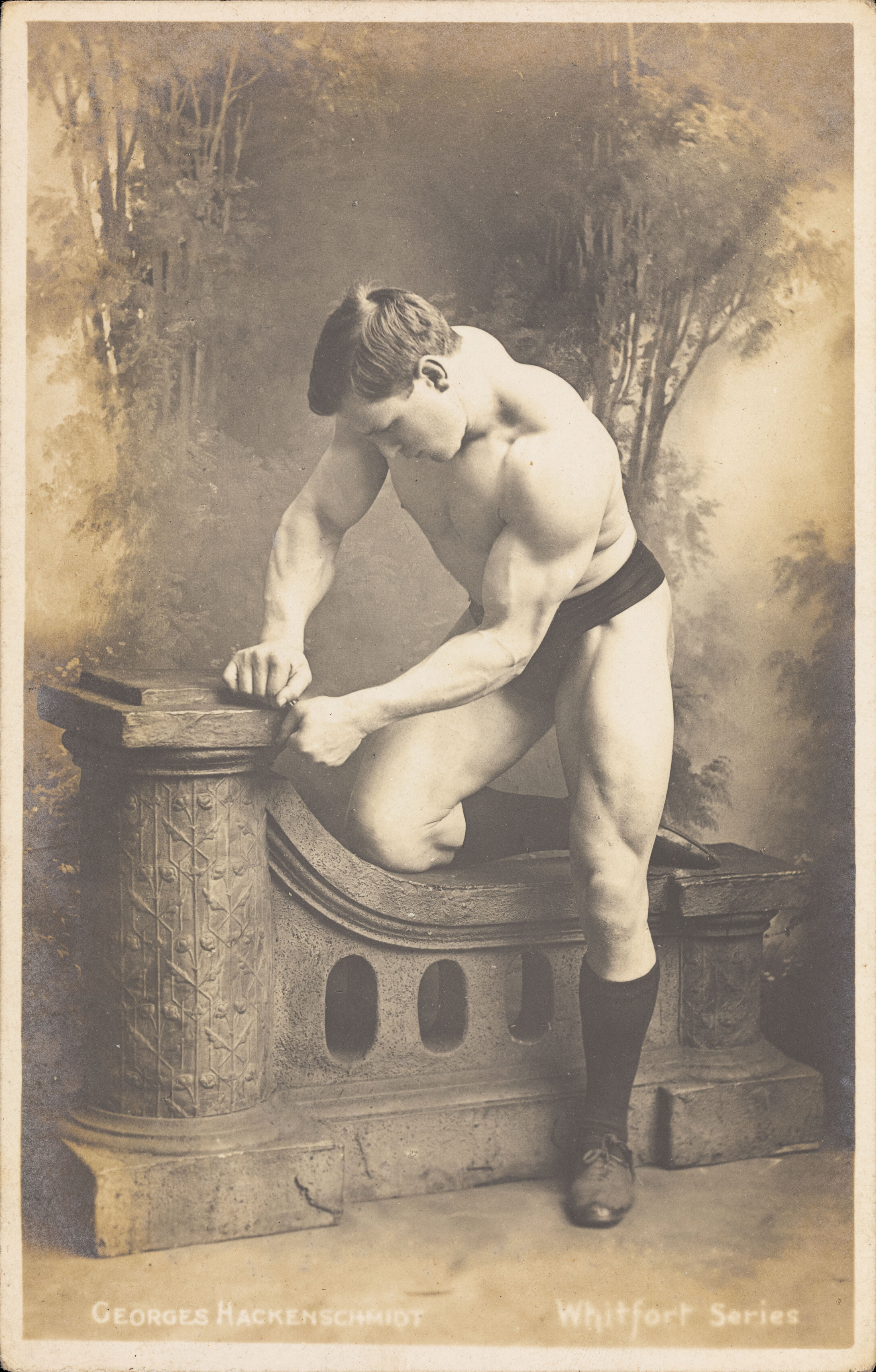
Postkarte um 1900

Nachdem Georg Hackenschmidt einigermaßen wiederhergestellt war, startete er bei der Weltmeisterschaft der Berufsringer 1899 in Paris. Er gewann dort seinen ersten Kampf gegen Porthos, Frankreich in 18 Sekunden, schulterte Robinet aus Frankreich in 4 Minuten und Aimable de la Calmette aus Frankreich in 47 Minuten. Im 4. Kampf rang er gegen Laurent le Beaucairois aus Frankreich in 30 Minuten unentschieden. Anschließend machte sich seine Verletzung wieder so stark bemerkbar, dass er das Turnier aufgeben musste.
1899 beteiligte sich Georg Hackenschmidt auch noch an einer Weltmeisterschaft in Sankt Petersburg. Es war in den Anfangsjahren üblich, dass in einem Jahr gleich mehrere Male Weltmeisterschaften ausgetragen wurden. In Sankt Petersburg kam er hinter Nikola Petrow aus Bulgarien und Johann Pohl aus Deutschland auf den 3. Platz. Einzelergebnisse sind zu dieser Meisterschaft keine bekannt.
Zu Beginn des Jahres 1900 gewann Georg ein großes Profiringerturnier in Moskau und gewann kurz darauf ein weiteres Turnier in Moskau, bei dem er unter anderem die Weltklasseringer Aimable de la Calmette, Nikolai Petrow, Constant le Boucher, Belgien, Peyrousse, Frankreich und Michailow, Bulgarien besiegte.
1900 fand ein großes Turnier in Wien statt, das von Paul Pons vor Kara Ahmet, Türkei und Laurent le Beaucairois gewonnen wurde. Georg Hackenschmidt war zu diesem Turnier zu spät gekommen, so dass er am Wettbewerb nicht mehr teilnehmen konnte. Auf Verlangen des Publikums trat er zu einigen Herausforderungskämpfen an und besiegte den Spanier Chosella in 29 Sekunden, den Holländer Dirk von den Berg in 22 Minuten, den Deutschen Fengler in 26 Minuten und Laurent le Beaucairois in 60 Minuten. Die anderen Spitzenringer hatten sich geweigert gegen Hackenschmidt anzutreten.
Im September 1900 gewann Georg Hackenschmidt den „Großen Preis von Sachsen“ in Dresden. Er besiegte dabei unter anderem Winzer, Hamburg in 7 Minuten, Burghardt in 6 Minuten, Emilio Raicevich aus Triest in 3 Minuten, Giovanni Raicevich aus Triest in 6 Minuten, Fengler in 2 Minuten, Konietzko in 1 Minute, Sebastian Müller, Deutschland, in 3 Minuten, Maurice Gambier, Frankreich in 5 Minuten und Michael Hitzler in 23 Minuten.
Ende September 1900 rang Georg bei einem weiteren Turnier im Kaufmannschen Vereinshaus in Chemnitz, das er vor Hitzler und Gambier gewann. Zur gleichen Zeit startete Georg Lurich bei einem Turnier im Mosella-Saal in Chemnitz. Hackenschmidt forderte Lurich heraus. Lurich sagte zu, am 19. September 1900 gegen Hackenschmidt anzutreten, reiste aber vorher ab.
Georg Hackenschmidt ging dann nach Budapest und gewann dort ein Turnier vor Kara Ahmet, Dirk van den Berg und Aimable de la Constant. Er besiegte in diesem Turnier unter anderen Robinet in 8 Minuten, Albert de Paris in 5 Minuten und Kara Ahmet in 60 Minuten. Schließlich gewann er im Oktober 1900 auch noch ein Turnier in Graz vor dem Deutschen Rasso.

### 1901 bis 1905
In den ersten Monaten des Jahres 1901 legte Georg Hackenschmidt eine längere Trainings- und Wettkampfpause ein, um seine Arm- und Schulterverletzung auszuheilen. Er startete erst im Oktober 1901 wieder bei einem Turnier in München, das er unter anderem mit Siegen über Burghardt in 6 Minuten, Cassino, Frankreich in 30 Sekunden, Michael Hitzler in 23 Minuten, Rödel, Deutschland in 27 Minuten, Xaver Blätte in 2 Minuten, Jakob Koch, Deutschland in 25 Minuten und Heinrich Eberle, Deutschland in 5 Minuten, gewann.
In München besuchte Georg Hackenschmidt auch den berühmten Athleten und Gastwirt Hans Steyrer. Bei dieser Gelegenheit hob er auch den legendären Stein des „Steyrer Hans“ mit einem Gewicht von 508 Pfund mit einer Hand. Es ist nicht überliefert, wie hoch er ihn hob.
Zu einem ersten Höhepunkt in der Karriere von Georg Hackenschmidt wurde dann die Weltmeisterschaft der Berufsringer vom 30. November bis zum 19. Dezember 1901 im Cassino de Paris. Georg Hackenschmidt wurde dort ungeschlagen Weltmeister. Auf dem Weg dorthin besiegte er unter anderen Mario, Frankreich in 3 Minuten, Buisson, Frankreich, in 3¼ Minuten, Alexander le Marseilles, Frankreich in 20 Minuten, Omer de Bouillon, Belgien in 20 Minuten, Jakob Koch in 20 Minuten, Maurice Gambier in 2 Minuten, Emile Vervet, Frankreich in 6 Minuten, Raoul le Boucher, Frankreich in 21 Minuten und Constant le Boucher in 8 Minuten. Da das Publikum so begeistert war, trat er gegen le Boucher zu einem zweiten Kampf an, aus dem er wieder als Sieger hervorging.
Georg Hackenschmidt gewann Ende Dezember 1901 auch noch das Revancheturnier in Paris vor Constant le Boucher, Omer de Bouillon, Raoul le Boucher, Michael Hitzler und Emile Vervet.
Im Januar 1902 besuchte Georg Hackenschmidt den deutschen Meistertrainer Theodor Siebert in Alsleben in Sachsen-Anhalt. Er trainierte bei diesem einige Wochen und erhielt dabei auch wertvolle Tipps zur Behandlung seines anfälligen Armes.
Im Sommer 1902 ging Georg Hackenschmidt mit seinem Freund Jakob Koch nach England. Er trainierte dort und startete bei mehreren kleineren Veranstaltungen, bei denen er meist sechs bis sieben Ringer in kurzer Zeit schulterte. Zur gleichen Zeit hielt sich der US-Amerikaner Joe Carkeek in England auf, der kurz vorher in Frankreich Laurent le Beaucairois, Maurice Gambier und Stanislaus Pytlasinski aus Polen besiegt hatte. Hackenschmidt forderte Carkeek heraus und nach längerem Hin und Her kam es dann zu zwei Kämpfen Hackenschmidt gegen Carkeek, die Hackenschmidt in 22 Minuten und in 18 Minuten gewann.
Im Spätsommer 1902 beteiligte sich Georg mit Jakob Koch an drei Turnieren in Belgien. In Brüssel, Lüttich und Namur gewann er dabei jeweils vor Koch.
1903 besiegte Georg Hackenschmidt, wieder in England, die starken Ringer Tom Cannon, Tom Connors, Tom Mac Inerney und Tom Clayton und anschließend auch Bech-Olsen, den besten dänischen Berufsringer.
Er wollte dann auch wieder bei der Weltmeisterschaft der Berufsringer im griechisch-römischen Stil in Paris starten, musste aber wegen rheumatischer Beschwerden absagen. Trotzdem konnte er im Oktober 1903 in der Oxford Music Hall in London den Griechen Antonio Pieri („the terrible Greek“), ein sehr erfahrener, schon 45 Jahre alter Ringer, in 25 Minuten besiegen. Bei der im November 1903 stattfindenden Revanche zwischen Hackenschmidt und Pieri gewann Hackenschmidt im griechisch-römischen Stil in 17 Minuten, 11 Sekunden und im amerikanischen Catch-as-catch-can, einem Ringerstil, den sich Georg in England angeeignet hatte, in 15 Minuten und 25 Sekunden. Pieri, der auch als Promoter auftrat, paarte Hackenschmidt dann mit dem gefürchteten Türken Ahmed Madrali. Georg machte mit diesem Gegner kurzen Prozess und warf ihn in 45 Sekunden auf die Schultern. Dabei verletzte sich Madrali, so dass er zu einer vorgesehenen zweiten Begegnung nicht mehr antreten konnte. Bei dieser Veranstaltung forderten Yukio Tani und dessen Promotor William Bankier auf der Bühne Hackenschmidt vor dem Publikum öffentlich zum Zweikampf heraus, den sie ihm schon früher mehrmals angeboten hatten. Da Hackenschmidt darauf bestand, dass der Herausforderer ausschließlich im griechisch-römischen Stil kämpfen sollte, und Tani als japanischer Kampfkünstler und Wrestler nur Kampftechniken im freien Stil beherrschte, konnten sich beide wegen des zu vereinbarenden Kampfstils nicht auf einen Kampftermin einigen.
Am 2. Juli 1904 traf Georg Hackenschmidt in der Albert-Hall in London vor 6.000 Zuschauern auf den US-amerikanischen Meister im freien Stil Tom Jenkins. Er besiegte Jenkins im Catch-as-catch-can im ersten Kampf in 20 Minuten und 37 Sekunden und im zweiten Kampf in 14 Minuten und 27 Sekunden. Mit diesen Siegen machte er nachhaltig auf seine Ansprüche auf den Weltmeistertitel im Catch-as-catch-can aufmerksam.
Im September 1904 reiste Georg Hackenschmidt für vier Monate nach Australien und Neuseeland. Dort erkrankte er zunächst und fiel für fünf Wochen durch einen Krankenhausaufenthalt aus. Wieder genesen, besiegte er die Inder Buttan Singh und Gunga Brahm und auch den australischen Meister der Berufsringer Clarence Weber in 10 Minuten und den südafrikanischen Meister Grotz in 15 Minuten. In Australien rang Georg Hackenschmidt ausschließlich im Catch-as-catch-can, weil das griech.-röm. Ringen dort gänzlich unbekannt war.
Nach einem Kurzaufenthalt in Neuseeland, wo Georg Hackenschmidt an mehreren Abenden mehrere unbekannte Gegner in kurzer Zeit besiegte, reiste er in die Vereinigten Staaten.
Am 4. Mai 1905 standen im Madison Square Garden in New York City die Revanchekämpfe gegen den US-Meister Tom Jenkins an. Es wurde im Catch-as-catch-can gerungen und Georg Hackenschmidt verließ die Matte in zwei Kämpfen, nach 31 Minuten und 15 Sekunden und nach 22 Minuten und 4 Sekunden, als Sieger. Er wurde daraufhin als uneingeschränkter Weltmeister im Catch-as-catch-can anerkannt.
Im Anschluss daran besiegte Georg Hackenschmidt James Parr aus Lancashire in 7 Minuten und 50 Sekunden und gewann in Kanada dreimal gegen Emile Maupass in jeweils weniger als 8 Minuten Kampfzeit.
Nach seiner Rückkehr nach England besiegte Georg im Ibrox Park der Glasgow Rangers den schottischen Meister Alexander Munro in 22 Minuten 40 Sekunden und in 11 Minuten und 11 Sekunden.

### Ab 1908
Nach diesem Kampf legte Georg Hackenschmidt eine längere Pause ein. Er rang erst am 6. Februar 1908 wieder gegen einen bekannten Gegner und siegte dabei gegen Meanwhile Rogers in der Oxford Music Hall in London in 7 Minuten, 35 Sekunden und in 6 Minuten und 45 Sekunden.
Danach reiste Georg Hackenschmidt wieder in die Vereinigten Staaten, weil er seinen Weltmeistertitel gegen den US-Amerikaner Frank Gotch verteidigen musste. Zunächst besiegte er aber in New York im Grand Central Park Neil Olsen und Steg Miller und siegte in Boston über John Perelli, Albert Ouvray und sieben weitere unbekanntere Ringer. Bei dieser Gelegenheit wurde Georg Hackenschmidt auch von dem in Boston weilenden Präsidenten Theodore Roosevelt empfangen.
In Philadelphia folgten dann Siege über Carl Darschn in 3 Minuten und 45 Minuten und Henry Paulson in 5 Minuten und 9 Sekunden.
Nach diesen Kämpfen wurde Georg Hackenschmidt von Theodore Roosevelt in das Weiße Haus eingeladen, wo sich beide längere Zeit unterhielten.
Schließlich kam es am 3. April 1908 im Dexter-Park-Pavillon in Chicago vor 40.000 Zuschauern zur Begegnung „Hackenschmidt gegen Gotch“. Nach langem zähen Ringen gewann schließlich Frank Gotch in 2 Stunden und 3 Minuten Kampfzeit. Gotch war neuer Weltmeister.
Nach diesem Kampf trat Georg Hackenschmidt in London gegen den Polen Stanislaus Zbyszko an, erlitt dabei aber eine schwere Knieverletzung und musste aufgeben.
Zum Revanchekampf Gotch gegen Hackenschmidt, der vom US-amerikanischen Publikum herbeigesehnt wurde, kam es erst am 4. September 1911 im Corniskey Park in Chicago vor diesmal 33.000 Zuschauern. Der jüngere Gotch erwies sich wieder als der stärkere Ringer und gewann in 27 Minuten und im zweiten Kampf schon in 6 Minuten gegen George Hackenschmidt.
Nach diesem Kampf wurden allerdings Vorwürfe von Georg Hackenschmidt an Frank Gotch laut, in denen Hackenschmidt Gotch vorwarf, er hätte sich vor dem Kampf eingeölt, so dass er ihn nicht fassen konnte, außerdem habe er ihm Öl in die Augen gerieben und überhaupt sehr hart und brutal gekämpft. Am Ergebnis der Kämpfe änderten diese Vorwürfe freilich nichts mehr.
Nach diesem Kampf trat Georg Hackenschmidt zu keinen weiteren Kämpfen mehr an.
Er wurde 1914 in Deutschland vom Kriegsausbruch überrascht und verbrachte die Jahre von 1914 bis 1918 in einem deutschen Internierungslager. Nach dem Ersten Weltkrieg ging er nach Frankreich, heiratete dort und erhielt die französische Staatsangehörigkeit. Er verfasste Trainingsanleitungen und sogar ein aus sechs Bänden bestehendes philosophisches Werk mit dem Titel „Mensch und kosmischer Gegensatz zu Sinn und Geist“, das er 1935 veröffentlichte.
Georg Hackenschmidt ging schließlich nach England und erhielt im Alter von 74 Jahren die von ihm so sehr gewünschte britische Staatsangehörigkeit. Er war einer der wenigen Berufsringer, die es verstanden haben, die Preisgelder, die er für seine Siege erhielt, nutzbringend anzulegen. Er starb deshalb als wohlhabender Mann am 19. Februar 1968 im englischen Dulwich im Alter von 89 Jahren.

## Hackenschmidt-Kniebeuge im Kraftsport
An Georg Hackenschmidt erinnert heute noch die so genannte Hackenschmidt-Kniebeuge, eine Übung, die noch heute im Kraftsport durchgeführt wird. Bei dieser Übung führt der Athlet die Hantelstange mit beiden Händen hinter den Oberschenkeln und führt auf diese Art die Kniebeugen durch. Alternativ wird die Übung an einer Maschine ausgeführt, deren senkrecht oder leicht schrägt gelagerter Schlitten vom Athleten auf- und abbewegt wird. Mit dieser Übung werden vor allem der Schenkelstrecker (Quadrizeps) und der Gesäßmuskel (Gluteus) trainiert.
Im Vergleich zu Kniebeugen mit freien Gewichten (wie etwa einer Langhantel) werden durch Kniebeuge an einer Hackenschmidt-Maschine die Quadricepes zwar ähnlich gut trainiert, zahlreiche Muskelgruppen des Oberkörpers jedoch deutlich weniger beansprucht.
So zeigen wissenschaftliche Untersuchungen mittels Elektromyographie, dass freie Kniebeugen zu einer signifikant höheren Muskelaktivität der Rückenstrecker (erector spinae), geraden Bauchmuskeln sowie der äußeren schrägen Bauchmuskeln führen als Hackenschmidt-Kniebeugen.